# Norma Gordon
Norma Gordon (Ciudad del Cabo, 9 de marzo de 1993) es una deportista sudafricana que compite en lucha libre. Ganó dos medallas en el Campeonato Africano de Lucha entre los años 2013 y 2016.

## Palmarés internacional
| Campeonato Africano | Campeonato Africano | Campeonato Africano | Campeonato Africano |
| Año                 | Lugar               | Medalla             | Categoría           |
| ------------------- | ------------------- | ------------------- | ------------------- |
| 2013                | Yamena ()           | Medalla de plata    | 59 kg               |
| 2016                | Alejandría (Egipto) | Medalla de bronce   | 55 kg               |